# مارتن نيلسن
مارتن نيلسن (18 نوفمبر 1981 - ) هو ملاكم دانمركي.

## وصلات خارجية
- مارتن نيلسن على موقع بوكس ريك (الإنجليزية) (registration required)